# Xylotrechus mormonus
Xylotrechus mormonus es una especie de escarabajo longicornio del género Xylotrechus. Fue descrita científicamente por LeConte en 1861.
Se distribuye por Canadá y los Estados Unidos. Mide 10-20 milímetros de longitud. El período de vuelo ocurre en los meses de abril, mayo, junio, julio, agosto y septiembre.